# Marlín modrý
Marlín modrý (Makaira nigricans) nebo také plachetník modrý je paprskoploutvá mořská ryba.

## Etymologie
Vědecký název ryby pochází z řeckého výrazu μαχαίρα, což znamená „meč“ – dostala ho podle ostrého bodce vyrůstajícího z horní čelisti. Tento výrůstek dosahuje až metrové délky a má okrouhlý průřez, zatímco mečoun obecný ho má zploštělý.

## Popis
Marlín má 24 obratlů, dvě hřbetní ploutve a dvě řitní ploutve. Samice bývají výrazně větší než samci, dosahují délky až k pěti metrům; rekordní úlovek vážil 818 kg. Ryba je obvykle zbarvena tmavomodře se stříbrným břichem, může však měnit barvu díky iridoforům.
Obývá subtropické a tropické vody Atlantského oceánu, hranicí je izoterma 24 °C. Nejhojněji se vyskytuje okolo Floridy a antilských ostrovů, přednost dává otevřenému moři a v zimě migruje na značné vzdálenosti blíže k rovníku. Je velmi rychlým plavcem, který dosahuje rychlosti až 100 km/h. Loví menší ryby, jako je tuňák pruhovaný, tuňák nepravý, zlak nachový, pamakrela hadovitá nebo pražma obecná, které omráčí prudkými ranami meče. Díky schopnosti regulovat teplotu oční sítnice dokáže zachytit kořist i v temných hloubkách oceánu.
Podle novějších výzkumů je marlín indopacifický, dříve považovaný za samostatný druh, jen geografickým poddruhem marlína modrého.
Pro svou bojovnost a sílu je vyhlášenou sportovní rybou. Lov marlínů byl velkou zálibou Ernesta Hemingwaye, obří rybou, která hraje klíčovou roli v novele Stařec a moře, je právě marlín modrý. V důsledku intenzivního lovu byl klasifikován jako zranitelný druh.
Marlín modrý je národním zvířecím symbolem Baham a je vyobrazen i v jejich státním znaku.